# San Felipe Jalapa de Díaz (kommun)
San Felipe Jalapa de Díaz är en kommun i Mexiko.   Den ligger i delstaten Oaxaca, i den sydöstra delen av landet, 300 km sydost om huvudstaden Mexico City.
Följande samhällen finns i San Felipe Jalapa de Díaz:
- San Felipe Jalapa de Díaz
- Santo Tomás
- Playa Chica
- Arroyo Zapotillo
- Colonia la Central
- Agua de Tierra
- Arroyo Espuma
- Camino de Ixcatlán
- Arroyo Grande
- La Permuta
- Los Zarates
- Sección los Roques
- Arroyo Venado
- Paso del Toro
- Paso Carretero
- La Concha
- Sección Arroyo Crecido
- Sección la Montaña
- La Soledad
- Los Palacios
- San Andrés
- Arroyo Cacao
- Agua de Olla
- Sección los Castro
- Loma Cafetal
- Llano Grande Uluápam
- Arroyo Guaje
- Sección los Bibiano